# Takuya Kida
Takuya Kida (jap. 喜田 拓也 Kida Takuya; ur. 23 lipca 1994) – japoński piłkarz występujący na pozycji pomocnika. Obecnie występuje w Yokohama F. Marinos.

## Kariera klubowa
Od 2013 roku występował w klubie Yokohama F. Marinos.